# Венизель
Венизе́ль (фр. Venizel) — коммуна во Франции, находится в регионе Пикардия. Департамент коммуны — Эна. Входит в состав кантона Суасон-1. Округ коммуны — Суассон.
Код INSEE коммуны — 02780.

## Население
Население коммуны на 2010 год составляло 1356 человек.
| 1962 | 1968 | 1975 | 1982 | 1990 | 1999 | 2010 |
| ---- | ---- | ---- | ---- | ---- | ---- | ---- |
| 758  | 1532 | 1651 | 1461 | 1522 | 1462 | 1356 |

## Экономика
В 2010 году среди 868 человек трудоспособного возраста (15—64 лет) 641 были экономически активными, 227 — неактивными (показатель активности — 73,8 %, в 1999 году было 66,3 %). Из 641 активных жителей работали 531 человек (291 мужчина и 240 женщин), безработных было 110 (68 мужчин и 42 женщины). Среди 227 неактивных 67 человек были учениками или студентами, 79 — пенсионерами, 81 были неактивными по другим причинам.